# Amargosa (kommun)
Amargosa är en kommun i Brasilien.   Den ligger i delstaten Bahia, i den östra delen av landet, 900 km öster om huvudstaden Brasília. Antalet invånare är 34 340.
Följande samhällen finns i Amargosa:
- Amargosa

Omgivningarna runt Amargosa är en mosaik av jordbruksmark och naturlig växtlighet. Runt Amargosa är det ganska tätbefolkat, med 104 invånare per kvadratkilometer.